# Frans Naerebout (schilder)
Gerrit Johannes Frans Naerebout (Rotterdam, 2 juli 1915 – Vlissingen, 27 april 1988) was een Nederlands maritiem ontwerper, tekenleraar en kunstschilder.
Zijn bekendheid was het grootst halverwege de vorige eeuw. Iedereen die shag rookte van het merk Captain Grant kreeg in de baal een gratis plaatje van een schip, dat door Naerebout was getekend of geschilderd. Mensen die beschuit aten van Beschuitfabrieken A. Hooimeijer & Zonen uit Barendrecht vonden boven in de rol ook zo'n plaatje. De plaatjes dienden te worden verzameld in een aan te schaffen plaatjesalbum. Het ging hem om de schepen, hij schilderde op die plaatjes geen mensen.
Hij was lid van de kunstkring "Het Zuiden", die op 27 maart 1920 werd door de Gerard Jacobs (kunstschilder) en burgemeester Carel Albert van Woelderen opgericht en waarin veel Scheldeluministen waren verenigd. Een aantal schilderijen en tekeningen bevinden zich in het Zeeuws maritiem muZEEum.

## Boeken
Naerebout schreef ook teksten. Sommige boeken samen met anderen. 
- Op de lange deining - Captain Grand album II
- Het zeegat uit - Hooimeijer album 1950? (Hooimeijer & Zonen N.V., Barendrecht)
- Oceaanreuzen - Hooimeijer album 1952? (Hooimeijer & Zonen N.V., Barendrecht)
- Zwervers op zee - Hooimeijer album 1954? (Hooimeijer & Zonen N.V., Barendrecht)
- Op zeven zeeën (Amerika I) - Hooimeijer album 1956? samen met Joh.C.Coomans (Hooimeijer & Zonen N.V., Barendrecht)
- Oorlogsschepen - Arti Beeld-encyclopedie
- Fantastische Schepen - 1946 (Uitgeverij Wyt, Rotterdam)